# Ununennium
Ununennium ist ein derzeit hypothetisches chemisches Element mit der Ordnungszahl 119.
Im Periodensystem steht es zwischen dem 118Oganesson (2006 erstmals synthetisiert) und dem hypothetischen 120Unbinilium. Das Element kommt in der Natur nicht vor, es könnte nur zukünftig durch Kernreaktion hergestellt werden.
Im erweiterten Periodensystem (es liegt außerhalb des „normalen“ Periodensystems) gehört es formal zu den Alkalimetallen und zu den Transactinoiden. Der Name ist der temporäre systematische IUPAC-Name und steht für die drei Ziffern (Un-un-enn-ium) der Ordnungszahl. Des Weiteren würde mit ihm die bisher unerforschte 8. Periode beginnen. Im Periodensystem der Elemente wird erwartet, dass es ein s-Block-Element, ein Alkalimetall und das erste Element der achten Periode ist.

## Synthesewege
Ununennium ist das Element mit der kleinsten Ordnungszahl, das bisher noch nicht synthetisiert wurde. Mehrere Versuche wurden von amerikanischen, deutschen und russischen Teams durchgeführt, um dieses Element zu synthetisieren. Sie sind alle erfolglos geblieben. Experimente lassen vermuten, dass die Synthese von Ununennium (und folgenden Elementen) viel schwieriger als die der vorherigen Elemente sein wird. Vielleicht ist es auch schon das vorletzte Element, das mit aktueller Technologie überhaupt synthetisiert werden kann. Weil etwaige Atomkerne innerhalb winzigster Sekundenbruchteile zerfallen dürften, bevor sich eine stabile Elektronenkonfiguration ausbildet, sind chemische Eigenschaften nicht vorhanden bzw. nicht definierbar.

## Fehlgeschlagene Syntheseversuche
Bereits 1985 wurde am Linearbeschleuniger superHILAC in Berkeley vergeblich versucht, Ununennium durch den Beschuss von Einsteinium-254 mit Calcium-48-Ionen zu erzeugen.
{\displaystyle \,_{\ 99}^{254}\mathrm {Es} +\,_{20}^{48}\mathrm {Ca} \ \to \ \,_{119}^{302}\mathrm {U\;\!\!ue} ^{*}\qquad \longrightarrow \qquad }keine Atome
Es ist unwahrscheinlich, dass diese Reaktion erfolgreich sein wird, da es sehr schwierig ist, eine ausreichende Menge des Einsteinium-Targets herzustellen.
Von April bis September im Jahr 2012 wurde am GSI Helmholtzzentrum für Schwerionenforschung in Darmstadt ein Projekt zur Synthese von 295Uue und 296Uue durch Beschuss von Berkelium-249 mit Titan-50 durchgeführt. Aufgrund der theoretisch vorausgesagten hohen Wahrscheinlichkeit wurde angenommen, dass man Ununennium innerhalb fünf Monate nach Projektstart synthetisieren könne.
{\displaystyle \,_{\ 97}^{249}\mathrm {Bk} +\,_{22}^{50}\mathrm {Ti} \ \to \ \,_{119}^{299}\mathrm {U\;\!\!ue} ^{*}\ \to \ \,_{119}^{296}\mathrm {U\;\!\!ue} \ +3\ \,_{0}^{1}{\mathsf {n}}}
{\displaystyle \,_{\ 97}^{249}\mathrm {Bk} +\,_{22}^{50}\mathrm {Ti} \ \to \ \,_{119}^{299}\mathrm {U\;\!\!ue} ^{*}\ \to \ \,_{119}^{295}\mathrm {U\;\!\!ue} \ +4\ \,_{0}^{1}{\mathsf {n}}}
Das Experiment wurde frühzeitig gestoppt, um das verwendete Berkelium-249 als Ziel (unter Beschuss von Calcium-48) zur Bestätigung der Synthese von Tenness verwenden zu können. Aufgrund der vermuteten extrem kurzen Halbwertszeit benutzte das GSI-Team neu entwickelte Geräte, welche Kernzerfall in Mikrosekunden registrieren. Keine Ununenniumatome konnten identifiziert werden, was einen beschränkenden Wirkungsquerschnitt von 65 fb andeutet. Der vorausgesagte tatsächliche Wirkungsquerschnitt liegt bei 40 fb, was zur Zeit des Projekts das Limit der Technologie war.

## Target-Projektil-Kombinationen für Kerne mit Z=119
Die folgende Tabelle gibt alle Kombinationen für Targets und Projektile wieder, die zur Erzeugung von Kernen mit einer Ladungszahl von 119 benutzt werden könnten.
Die Tabelle enthält alle Kombinationen, deren
- Halbwertszeit (sowohl Target wie Projektil) mindestens 73 Tage (T1/2 > 0,2 a) beträgt,
- das Projektil nicht schwerer als das Target ist,
- die Summe der Protonenzahl 119 beträgt und
- die Summe der Nukleonenzahl mindestens 294 beträgt.

Eine ähnliche Zusammenstellung findet man hier.
| Target | Target   | Projektil | Projektil | Produkt | Produkt | Produkt | Produkt                          | Produkt                         | Produkt            |
| Kern   | HWZ (a)  | Kern      | HWZ (a)   | Kern    | n       | Kern    | {\displaystyle \sigma _{ER}}(fb) | {\displaystyle E_{CN}^{*}}(MeV) | Bemerkung          |
| ------ | -------- | --------- | --------- | ------- | ------- | ------- | -------------------------------- | ------------------------------- | ------------------ |
| 208Pb  | stabil   | 87Rb      | 48 Mrd.   | 295Uue  | 3 n     | 292Uue  |                                  |                                 | zu neutronenarm °) |
| 232Th  | 14 Mrd.  | 65Cu      | stabil    | 297Uue  | 3 n     | 294Uue  |                                  |                                 |                    |
| 238U   | 4,5 Mrd. | 59Co      | stabil    | 297Uue  | 3 n     | 294Uue  |                                  |                                 |                    |
| 238U   | 4,5 Mrd. | 60Co      | 5,3       | 298Uue  | 3 n     | 295Uue  |                                  |                                 |                    |
| 237Np  | 2,1 Mio. | 58Fe      | stabil    | 295Uue  | 3 n     | 292Uue  |                                  |                                 | zu neutronenarm °) |
| 237Np  | 2,1 Mio. | 60Fe      | 2,6 Mio.  | 297Uue  | 3 n     | 294Uue  |                                  |                                 |                    |
| 244Pu  | 80 Mio.  | 55Mn      | stabil    | 299Uue  | 3 n     | 296Uue  |                                  |                                 |                    |
| 243Am  | 7370     | 54Cr      | stabil    | 297Uue  | 3 n     | 294Uue  |                                  |                                 |                    |
| 248Cm  | 340000   | 51V       | stabil    | 299Uue  | 3 n     | 296Uue  |                                  |                                 |                    |
| 250Cm  | 9000     | 51V       | stabil    | 301Uue  | 3 n     | 298Uue  |                                  |                                 |                    |
| 247Bk  | 1380     | 50Ti      | stabil    | 297Uue  | 4 n     | 293Uue  | 0024                             | 45                              |                    |
| 248Bk  | 9        | 50Ti      | stabil    | 298Uue  | 3 n     | 295Uue  |                                  |                                 |                    |
| 249Bk  | 0,88     | 50Ti      | stabil    | 299Uue  | 4 n     | 295Uue  | 13...570                         | 36...45                         |                    |
| 249Bk  | 0,88     | 50Ti      | stabil    | 299Uue  | 3 n     | 296Uue  | 35...040                         | 27...41                         |                    |
| 249Cf  | 351      | 45Sc      | stabil    | 294Uue  | 3 n     | 291Uue  | 0990                             | 37                              | zu neutronenarm °) |
| 250Cf  | 13       | 45Sc      | stabil    | 295Uue  | 3 n     | 292Uue  |                                  |                                 | zu neutronenarm °) |
| 251Cf  | 900      | 45Sc      | stabil    | 296Uue  | 3 n     | 293Uue  | 0380                             | 37                              | zu neutronenarm °) |
| 252Cf  | 2,6      | 45Sc      | stabil    | 297Uue  | 3 n     | 294Uue  |                                  |                                 |                    |
| 252Es  | 1,3      | 44Ca      | stabil    | 296Uue  | 3 n     | 293Uue  | 4320                             | 35                              |                    |
| 252Es  | 1,3      | 48Ca      | ~stabil   | 300Uue  | 4 n     | 296Uue  | 0200                             | 43                              |                    |
| 254Es  | 0,75     | 44Ca      | ~stabil   | 298Uue  | 4 n     | 298Uue  |                                  |                                 |                    |
| 254Es  | 0,75     | 48Ca      | ~stabil   | 302Uue  | 4 n     | 298Uue  | 0015                             | 41                              |                    |
| 254Es  | 0,75     | 48Ca      | ~stabil   | 302Uue  | 3 n     | 299Uue  | 0300                             | 35                              |                    |

°) Folgt man dem Trend der letzten erzeugten Isotope von 115Moscovium und 117Tenness, enthalten diese Kerne deutlich zu wenig Neutronen, um längere Halbwertszeiten aufweisen zu können.

## Vorhersage der Zerfallscharakteristik
Die Alpha-Zerfall-Halbwertszeiten von 1700 Isotopen mit der Ladungszahl zwischen 100 und 130 wurden aufgrund von heuristischen Modellrechnungen abgeschätzt. Die dabei gefundenen Halbwertszeiten für 291–307Uue belaufen sich je nach Modell und Isotop auf Werte zwischen 0,06 und 500 µs. Die längste Halbwertszeit von geschätzten 25 bis 500 µs sollte das Isotop 294Uue haben, gefolgt von 298Uue mit 100 bis 300 µs.

## Chemische Eigenschaften
Für das Element 119 wird nicht erwartet, dass Atome lange genug existieren, um eine Elektronenkonfiguration um den Kern zu bilden oder dass sogar chemische Bindungen entstehen. Chemische Eigenschaften sind also nicht beschreibbar.